# Hypochilus
Hypochilus és un gènere d'aranyes araneomorfes de la família dels hipoquílids (Hypochilidae). Fou descrita per primera vegada l'any 1888 per Marx. Les espècies d'aquest gènere són endèmiques dels Estats Units.

## Taxonomia
Segons el World Spider Catalog de 2016 hi ha les següents 10 espècies reconegudes:
- Hypochilus bernardino Catley, 1994 – EUA
- Hypochilus bonneti Gertsch, 1964 – EUA
- Hypochilus coylei Platnick, 1987 – EUA
- Hypochilus gertschi Hoffman, 1963 – EUA
- Hypochilus jemez Catley, 1994 – EUA
- Hypochilus kastoni Platnick, 1987 – EUA
- Hypochilus petrunkevitchi Gertsch, 1958 – EUA
- Hypochilus pococki Platnick, 1987 – EUA
- Hypochilus sheari Platnick, 1987 – EUA
- Hypochilus thorelli Marx, 1888 (espècie tipus) – EUA